# Вільшанка (притока Мжи)
Вільша́нка, Ольшанка — річка в Україні, в межах Зміївського району Харківської області. Права притока Мжи (басейн Сіверського Дінця).

## Опис
Довжина 14 км, похил річки — 3,7 м/км. Формується з багатьох безіменних струмків та водойм. Площа басейну 95,2 км².

## Розташування
Вільшанка бере початок на південно-східній околиці села Таранівка. Тече на південний схід і на північно-західній околиці села Височинівка впадає в річку Мжу, праву притоку Сіверського Дінця. 
Населені пункти вздовж берегової смуги: Безпалівка, Дудківка, Жаданівка, Водяхівка.